# Adoration de l'Enfant (di Cosimo)
Pour les articles homonymes, voir Adoration de l'Enfant.
Cette Adoration de l'Enfant est une détrempe sur bois de Piero di Cosimo réalisée en 1510-1512, conservée à la Galerie Borghèse de Rome.

## Histoire
Le tableau, de dévotion privée, a été réalisé après 1510 par le peintre florentin Piero di Lorenzo di Chimenti, élève et collaborateur de Cosimo Rosselli, d’où le nom sous lequel il est aujourd’hui plus connu. L’artiste, fils d’un orfèvre, évoque souvent cette formation à côté de son père, s’attardant par exemple sur des détails de grand raffinement comme, dans ce cas, les bijoux et pierres épinglées sur la chemise de l’ange et l’épingle en forme d’étoile sur le manteau de Marie.
La provenance du tableau est inconnue. Il apparait dans l'inventaire de la collection Borghèse de 1693.
Il a pu être exécuté pour une naissance, comme il était coutume à l'époque.
Il existe une copie au musée de l'Ermitage de Saint-Pétersbourg, tour à tour considéré comme l'original ou la copie du tondo de la Galerie Borghèse.
Deux dessins de Piero di Cosimo en relation avec cette Adoration sont conservés à la Galerie des Offices de Florence (Inv. 343E) et au Cabinet des dessins de Rome (Inv. F.C. 130507).

## Attribution
Le tondo réapparaît à nouveau dans le fidéicommis de 1833, avec une improbable attribution à Raphaël, nom repris cependant par Giovanni Piancastelli en 1891, mais définitivement écarté en 1842 par Ernst Platner, qui parle de Fra Bartolomeo, et par Gustavo Frizzoni, qui l'attribut en 1880, à Piero di Cosimo, suivi par Giovanni Morelli en 1897, Adolfo Venturi en 1911, Bernard Berenson en 1904 et Roberto Longhi en 1928, une attribution confirmée par Paola della Pergola en 1959.
De nombreux avis discordants sont apparus : Fritz Knapp en 1899 juge le tableau comme une œuvre d’un disciple ; en 1946, Robert Langton Douglas trouve quelques analogies avec l'Adoration de l'Enfant de Fra Bartolomeo de la collection Borghèse, attribuant les deux œuvres au Maestro della Natività Borghese. Selon Raimond van Marle, la tableau aurait été réalisée par Piero di Cosimo sous l’influence de Lorenzo di Credi.

## Description
Joseph est représenté au fond du tableau, visible par l'ouverture de la cabane alors qu'il fait paître à l'extérieur l'âne et le bœuf, qui se trouvent habituellement auprès de l'Enfant Jésus. Des anges musiciens aux longues flûtes remplacent les bergers et les rois mages. L'oiseau blanc sur la poutre, peu visible, est peut-être une allusion au Saint-Esprit descendu sur Marie. Celle-ci porte un manteau bleu, comme le veut la coutume, orné d'une étoile de tradition byzantine. Une selle est posée derrière elle et un rat est sur une étagère. Jean-Baptiste vient de remettre la Croix, symbole de la Passion du Christ, à l'Enfant qui l'embrasse, alors qu'il repose sur un drap (une allusion au linceul qui enveloppera son corps) et un sac, comme de coutume dans la peinture toscane,.

## Analyse et style
L'originalité de ce tableau réside dans le paysage représenté sur le fond, peint au bout d’un couloir en perspective. La figure de la Vierge et celles des anges suivent le bord courbe du tableau.

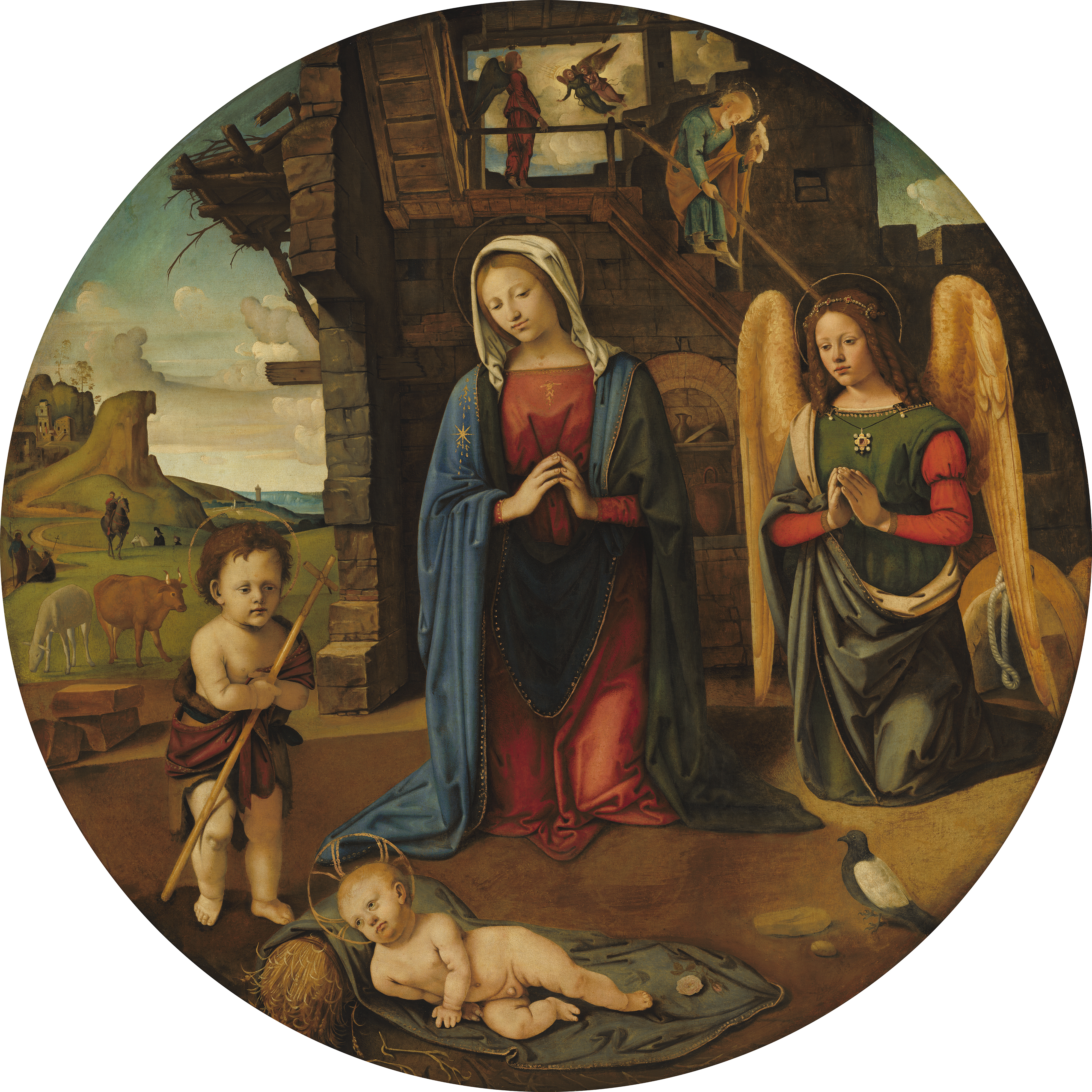
Piero di Cosimo, La Nativité avec saint Jean-Baptiste enfant ou Tondo Kress, 1507, National Gallery of Artde, Washington.

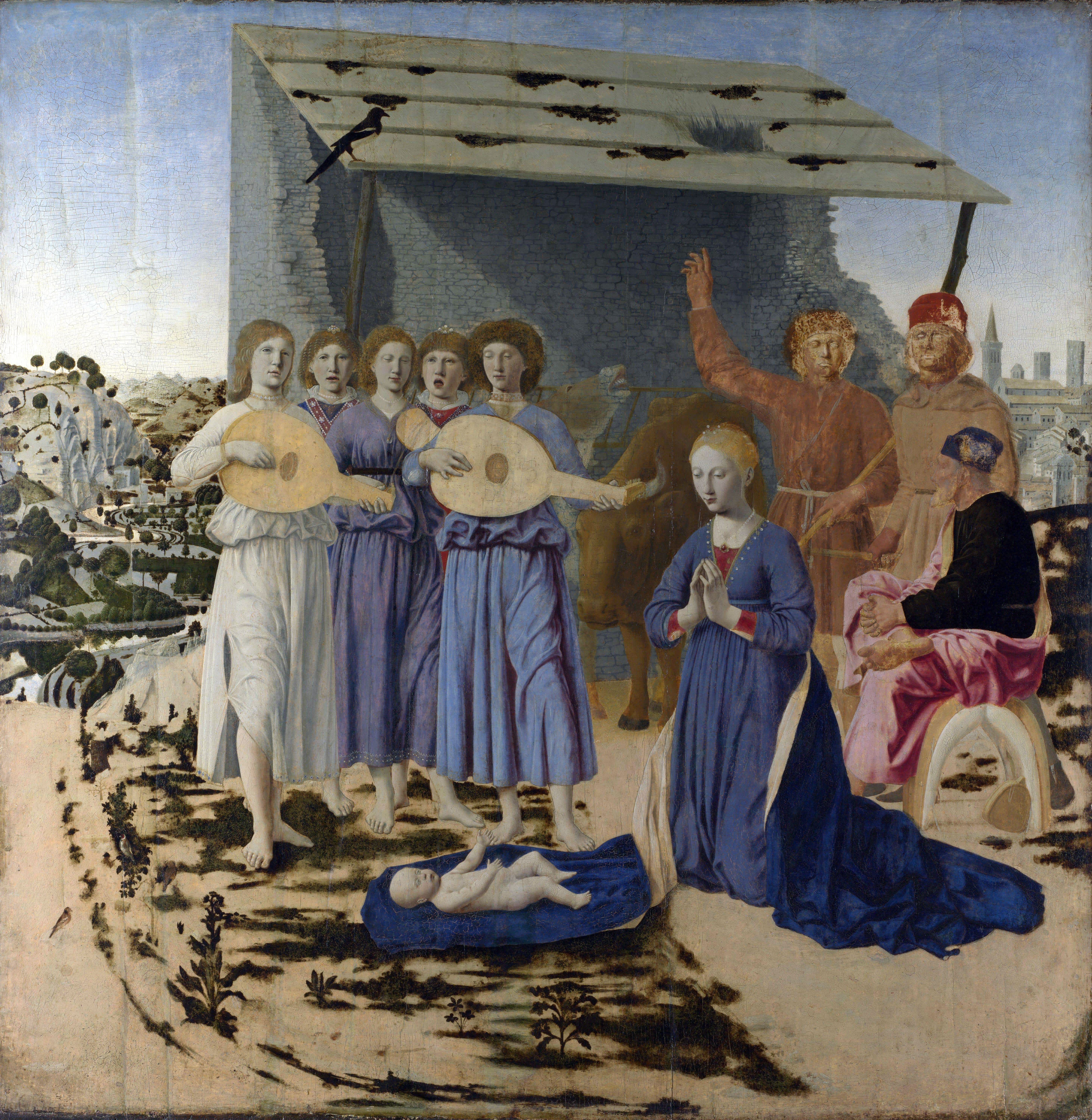
Piero della Francesca, La Nativité, 1460-1475, National Gallery, Londres.

Federico Zeri a relevé plusieurs analogies thématiques avec la Madonne Cini du musée des Offices (inv. 3885) lorsqu'il a confirmé l’autographie du tableau. Luigi Grassi associe l’œuvre à La Nativité avec saint Jean-Baptiste enfant ou Tondo Kress de la National Gallery of Art de Washington (inv. 1939.1.371) et à La Nativité de Piero della Francesca de la National Gallery de Londres (inv. NG908), supposant entre autres un intérêt de Piero di Cosimo pour les dernières œuvres du peintre de Borgo Sansepolcro. Outre cette influence, certainement par l'intermédiaire du Pérugin, actif à Florence depuis les années 1490, d’autres influences ont été observées, en particulier celle de Fra Bartolomeo pour l’effet de contre-jour et celle de Léonard de Vinci pour le fond sombre de la cabane et l’utilisation nuancée des couleurs, dans le rendu du paysage et dans le visage des anges,.
Les critiques s’accordent pour une exécution tardive, probablement après 1510-1512,,, notamment en comparant l'œuvre avec la composition de la National Gallery de Washington réalisée par Piero vers 1507. Les couches de couleur particulièrement fines des carnations ont fait penser à un tableau inachevé, jugement cependant démenti par Kristina Herrmann Fiore qui en 2003, a partagé les résultats d’une restauration réalisée par Laura Ferretti, qui montrent que le rendu abîmé des visages serait dû en grande partie aux interventions importantes de restauration auxquelles le tableau a été fréquemment soumis au cours des siècles, compromettant donc de manière permanente sa lecture objective,.

## Version du musée de l'Ermitage à Saint-Pétersbourg
Adolfo Venturi est le premier en 1893 à mettre en relation l'Adoration Borghèse avec celle du musée de l'Ermitage de Saint-Pétersbourg (inv. 54). Il la considère cependant comme une copie de la version russe, suivi par Fritz von Harck en 1896. Lionello Venturi en 1912, et Paolo Morselli en 1958, jugent en revanche que le tondo de l’Ermitage est une copie du tondo romain,.